# پیامک جنسی

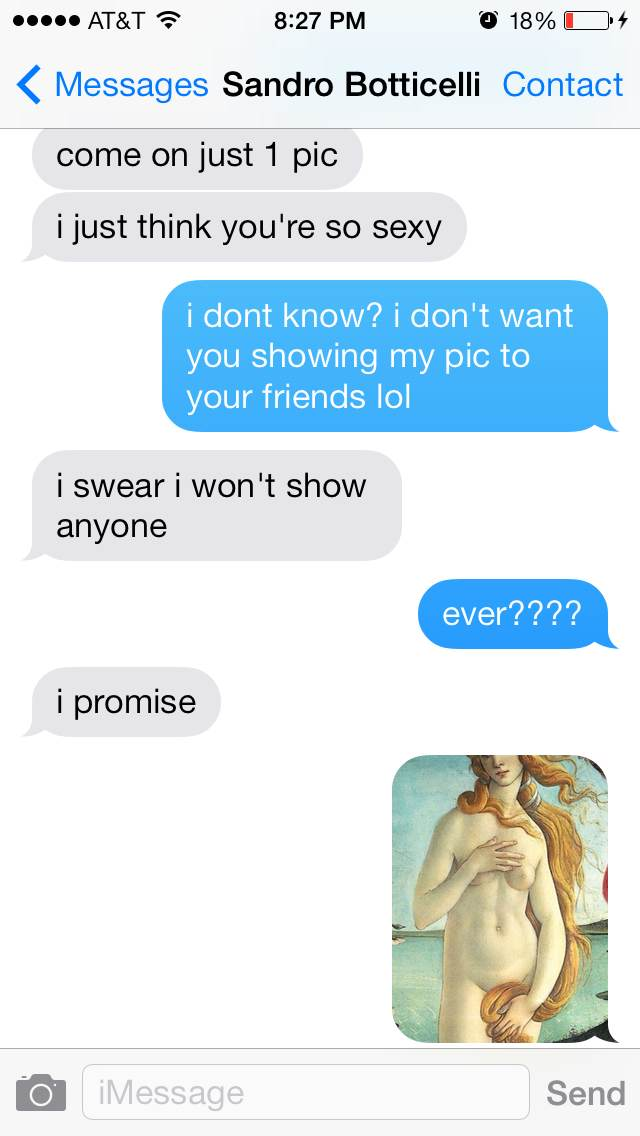
یک پیامک جنسی شبیه‌سازی شده با استفاده از نقاشی زایش ونوس

پیامک جنسی یا پیامک سکسی یا سکستینگ (به انگلیسی: Sexting) عبارت است از ارسال آشکارا و مستقیم پیام‌ها یا عکس‌های سکسی و پورنو به وسیله تلفن همراه. کلمه Sexting برگرفته از دو واژه sex (سکس) و texting (ارسال متن) است. این اصطلاح بعداً به صورت گسترده در رسانه‌ها متداول شد. 
بر اساس یک فراتحلیل(مدیگن و همکاران، 2018) 14.8 درصد از نوجوانان بین 12 تا 17 سال حداقل یک سکست(پیام سکسی) فرستاده اند، 27.4 درصد سکست دریافت کرده اند و 12.0 درصد سکست بدون رضایت فرستاده اند.